# Зоряний крейсер «Галактика» (телесеріал, 2004)
«Зоряний крейсер „Галактика“» (англ. Battlestar Galactica) — військовий науково-фантастичний телевізійний серіал створений Роналдом Ді. Муром, та вперше показаний 18 жовтня 2004 року у Великій Британії та Ірландії на телеканалі Sky One та 14 січня 2005 року у Сполучених Штатах на телеканалі Sci Fi Channel. Номінант та володар великої кількості різноманітних жанрових премій, посідає 45-ту позицію у рейтингу «Найліпші ТБ-шоу усіх часів» за версією Rolling Stone. Українською серіал озвучено телеканалом КуйТБ.
Серіал є перезапуском однойменного серіалу 1978 року. Тематично продовжує історію, показану у мінісеріалі 2003 року про шлях останніх з Дванадцяти колоній людей, що вижили після ядерної атаки роботів сайлонів. Уцілілі під керівництвом президента Лори Розлін та командувача Вільяма Адами намагаються вижити на залишках флотилії кораблів, на чолі з потужним, але застарілим зоряним крейсером «Галактика». Переслідувані сайлонами, які намагаються знищити залишки людської раси, вцілілі подорожують всесвітом у пошуках міфічної та давно загубленої Тринадцятої колонії — Землі.

## Сезони

### Телебачення
| №          | Кількість епізодів | Оригінальний показ                  |
| ---------- | ------------------ | ----------------------------------- |
| Мінісеріал | 2                  | 8 грудня 2003 — 9 грудня 2003       |
| 1          | 13                 | 18 жовтня 2004 — 24 січня 2005      |
| 2          | 20                 | 15 липня 2005 — 10 березня 2006     |
| 3          | 20                 | 6 жовтня 2006 — 25 березня 2007     |
| 4          | 20                 | 24 листопада 2007 — 20 березня 2009 |

### Вебепізоди
| Назва серії    | Кількість епізодів | Оригінальний показ                |
| -------------- | ------------------ | --------------------------------- |
| Спротив        | 10                 | 5 вересня 2006 — 5 жовтня 2006    |
| Спогади «Леза» | 7                  | 5 жовтня 2007 — 24 листопада 2007 |
| Обличчя ворога | 10                 | 12 грудня 2008 — 12 січня 2009    |

## Сюжет

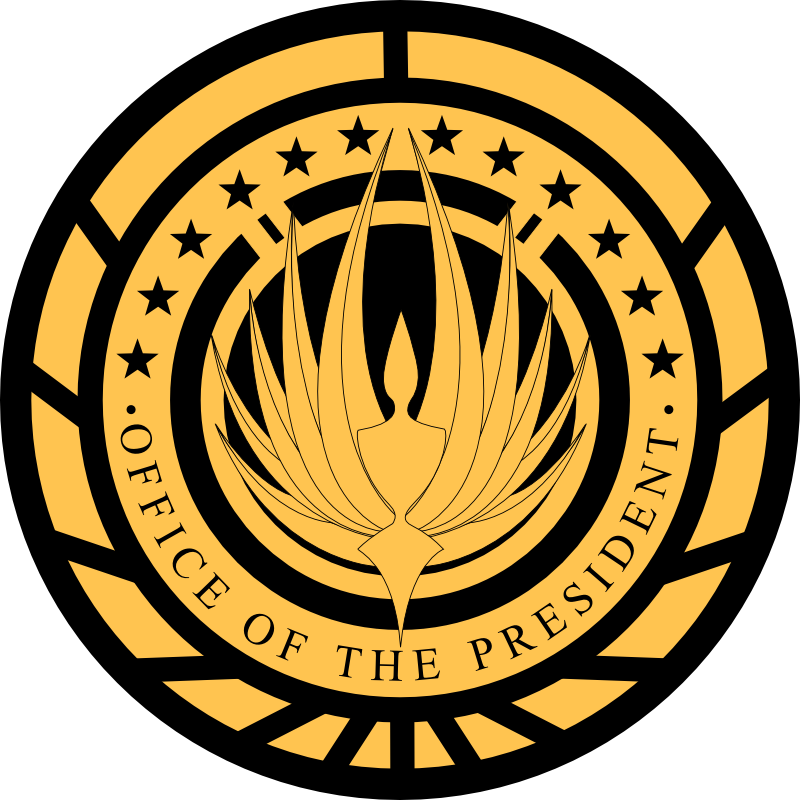
Гербова печатка Дванадцяти колоній

### Передісторія
У давнину з планети Кобол відлетіли Дванадцять племен людей, що заснували Дванадцять колоній. Ці планети розташовувалися в двох подвійних зоряних системах, близьких одна до одної. Назви колоній походили від символів племен, даних за сузір'ями, видимими з Кобола: Ерілон (Овен), Таурон (Телець), Геменон (Близнюки), Канцерон (Рак), Леоніс (Лев), Віргон (Діва), Лібран (Терези), Скорпія (Скорпіон), Сагітаріон (Стрілець), Каприка (Козоріг), Акварія (Водолій) і Пайкон (Риби). Цивілізація Дванадцяти колоній розвивалася 2000 років і нагадувала сучасну земну, проте володіла космічними кораблями, здатними до стрибків між зорями. В політеїстичній релігії людей лідери племен стали богами.
За легендами, існувало і Тринадцяте плем'я, що вирушило до планети під назвою Земля.

### Мінісеріал
Дванадцять планет населяють нащадки вихідців із планети Кобол. Близько пів століття тому ними було створено роботів сайлонів для служби людям, але сайлони повстали, почавши війну зі своїми творцями. В результаті було підписано мирний договір, згідно якого люди відмовилися від експлуатації роботів, а сайлони покинули їхні володіння. Було побудовано космічну станцію для щорічних переговорів, але сайлони ніколи не присилали на неї послів. Минає 40 років і несподівано прибуває флот роботів, знищуючи станцію.
Учений Гай Балтар передає звабливій жінці, яку вважає шпигуном корпорації-конкурента, відомості про оборонні системи, але вона виявляється сайлоном новітньої моделі № 6, яка не відрізняється від людини. Роботи запускають комп'ютерний вірус, що вимикає оборону. Таким чином сайлони безперешкодно атакують всі Дванадцять колоній одночасно, винищуючи населення ядерним бомбардуванням. Того ж дня готується до списання старий зоряний крейсер «Галактика». Всі, хто був на церемонії списання, рятуються і збирають інші кораблі. Живими лишається всього 50000 осіб, яких очолює новий президент Лаура Розлін і капітан Вільям Адама. Поранений лейтенант Карл Агатон віддає своє місце на борту Гаю Балтару, думаючи, що той знайде спосіб боротьбі з роботами. Екіпаж підозрює, що людиноподібні сайлони є серед них, а Балтар бачить видіння № 6 через вживлений нею імплант.
Президент і капітан сперечаються битися з роботами чи тікати. Врешті вони доходять згоди відшукати планету, де люди зможуть поселитися. Вільям вирішує дати вцілілим надію, оголошуючи, що «Галактика» летить на пошуки легендарної Тринадцятої колонії — Землі.

### Перший сезон
Флот на чолі з «Галактикою» тікає від переслідувань сайлонами. Постійно бракує припасів, палива, на переповнених цивільних суднах стаються бунти. Командиром винищувачів крейсера стає Лі Адама, син Вільяма Адами, що винить батька в загибелі свого брата. Найкраща пілот винищувачів, Кара «Старбак» Трейс, успішно обороняє крейсер, але вперта і недисциплінована, тому постійно свариться з начальством. Гай Балтар тим часом боїться, що його вина у винищенні людства викриється, і його переслідує видіння № 6. Чутки про сайлонів на борту спричиняють взаємну недовіру між членами екіпажу.
Лаура Розлін вирішує заручитися допомогою терориста Тома Заріка. Вона визволяє терориста із в'язниці, той набирає популярності та загрожує владі президента. Щоб не допустити Заріка на пост віце-президента, Розлін домагається обрання на цю посаду Балтара. Старбак допитує вірогідного сайлона, котрий передбачає, що долю наперед визначено і вся історія вже повторювалася і повторюватиметься. Зокрема, що «Галактика» знайде Кобол. Лаура Розлін вірить в існування Землі і наполягає на пошуку цієї планети. Проте Вільям Адама розглядає це з раціональної точки зору та відмовляється ризикувати людьми через легенди.
Тим часом Гай Балтар конструює детектор сайлонів і виявляє на крейсері пілота Шерон Валері, сайлона моделі № 8. Однак пілот сама не здогадується, що є сайлоном, а Балтар боїться розголошувати відкриття. Карл Агатон, що вцілів на Каприці, зустрічає іншого сайлона моделі № 8, не здогадуючись, що це робот. Лже-Валері маніпулює Агатоном аби втертися у довіру, та в ході поневірянь між ними виникає взаємне кохання. Приєднавшись до вцілілих, він розкриває, що його обраниця сайлон, але кохання і її вагітність від Агатона не дають вбити лже-Валері.
«Галактика» випадково виявляє планету Кобол, вона покинута, проте цілком придатна для життя. Після наземної розвідки стає ясно, що сайлони вже там. Президент переконує Кару Трейс, попри заборону повернення на жодну з Дванадцяти колоній, вирушити на планету Каприка на захопленому сайлонському винищувачі. Її місією стає добути древній артефакт Стріла Аполлона, який повинен вказати шлях на Землю. Вільям Адама через цей випадок здійснює військовий переворот, а Розлін кидає до в'язниці. Його син намагається перешкоджати арешту президента і також опиняється за ґратами. Старбак стикається з № 6 і в битві з нею добуває Стрілу Аполлона та приєднується до Агатона зі лже-Валері.
Перша Шерон отримує від Адами доручення проникнути на центральний сайлонський крейсер і встановити там ядерну бомбу. Під час виконання вона зустрічає інших сайлонів моделі № 8. Підірвавши крейсер, Шерон повертається на «Галактику», та під дією закладеної програми стріляє в Адаму.

### Другий сезон
«Галактика» продовжує тікати від сайлонів. Пораненого Адаму замінює старший помічник Сол Тай. Цивільні протестують проти зосередження влади у руках військових. Лаура Розлін разом з Лі Адамою тікають з тюремного блоку і завдяки допомозі Тома Заріка переховуються серед цивільних. Президент звертається до флоту з підпілля із закликом прямувати до Кобола, звідки Стріла Аполлона вкаже шлях на Землю. Третина кораблів відгукується на заклик. Один з членів екіпажу «Галактики» вбиває взяту під варту Шерон Валері.
Тим часом на Каприці Кара Трейс, дізнавшись, що лже-Валері — сайлон, намагається вбити робота, але та тікає, викравши її літак. Агатон і Трейс лишаються на планеті без можливості покинути Каприку. Вони приєднуються до загону партизанів, у лідера якого, Самуеля Андерса, Кара закохується. Вона потрапляє до полон до сайлонів, та несподівано її рятує № 8. Агатон, лже-Валері та Трейс відлітають на Каприку, де їх уже чекає президент. Збирається експедиція, що іде на пошуки Гробниці Афіни, де Стріла Аполлона мусить вказати курс на Землю.
Одужавши, Адама вирішує возз'єднати флот, для чого спрямовує «Галактику» до Кобола. Він перестріває експедицію до Гробниці Афіни, мириться з президентом Розлін і сином. Проте Шерон беруть під варту, хоча вона й погоджується допомагати, а в Розлін швидко розвивається смертельна форма раку. В гробниці виявляються статуї богів-символів Дванадцяти колоній. Вставлена в лук Стрільця, Стріла Аполлона вказує, що Земля знаходиться в місці, звідки видно всі дванадцять сузір'їв і є орієнтир — туманність Лагуна. Попри те, що Шерон Валері допомагала людям у цій експедиції, ні командер, ні президент все одно не довіряють сайлонці, підозрюючи, що вона може зрадити в будь-який момент. Після повернення на «Галактику» Шерон поміщають у в'язницю.
Флот зустрічає іще один вцілілий крейсер «Пегас», яким командує адмірал Хелена Кейн. Вона очолює весь флот, оскільки вища у званні за Адаму. Та радість від возз'єднання швидко затьмарюється, коли стає відомо про жорстокість Кейн і її прагнення узурпувати владу. Прибулий з «Пегаса» дізнавач намагається зґвалтувати Шерон, захищаючи її, корабельний старшина Тірол і Агатон випадково вбивають його. За це їх засуджують до смертної кари, проте Адама заступається за них і це стає підставою відкритого протистояння двох крейсерів. Поява сайлонського флоту змушує Адаму й Кейн ненадовго об'єднати сили. «Галактика» виявляє, що за крейсером останні місяці слідував корабель воскресіння, що дозволяє відроджувати загиблих сайлонів у нових тілах. Розбивши ворожий флот, адмірал Кейн замислює вбити Вільяма, та сама гине від сайлонки моделі № 6, яку адмірал катувала особисто. Вільям Адама отримує звання адмірала і очолює весь флот, а командування «Пегасом» доручає сину. Кара Трейс повертається на Каприку аби врятувати повстанців. Гай Балтар зближується з полоненою сайлонкою з «Пегаса», оскільки вона виглядає точно як жінка з його видінь.
№ 6 із видінь Балтара, хоча й загинула при нападі на Каприку, до того часу відродилася в новому тілі. За успішне виконання своєї місії вона отримує ім'я Каприка. Проте вона справді кохає Балтара і зблизившись із № 8 переконує решту сайлонів співіснувати з людьми замість їх винищування.
Близька до смерті, Лаура Розлін здогадується, що Гай Балтар винний у загибелі Дванадцяти колоній, та не може це довести. Лже-Шерон народжує дівчинку Геру і Балтар використовує її кров для лікування Лаури. Після цього він за підтримки Заріка вирішує балотуватися на пост президента. Адама і президент, побоюючись розголошення існування новонародженої напів-людини, напів-сайлонки, інсценують смерть немовляти, віддаючи його прийомним батькам.
«Галактика» виявляє планету, придатну для життя і сховану в туманності. Лаура вважає, що залишатися там буде безрозсудством. Балтар же обіцяє негайно колонізувати планету, якщо його оберуть президентом, і приходить до влади. Нововідкритому світу дають назву Нова Каприка. Починається заселення, та диверсантка сайлонів підриває один з кораблів за допомогою ядерної боєголовки.
За рік більшість населення освоюється на Новій Каприці, та сайлони знаходять колонію, виявивши спалах від вибуху. Залишені на орбіті людські кораблі змушені терміново відлетіти, та Адама обіцяє повернутися. Гай Балтар здає планету сайлонам, як і пропонувала № 6, вони не винищують населення, але окуповують Нову Каприку.

### Третій сезон
Минуло чотири місяці з початку окупації і гаданий мир між людьми та сайлонами виявляється ілюзією. Хоча № 6 і № 8 намагаються втілити співіснування, інші роботи жорстко контролюють життя колоністів, боячись підпілля, а Балтар став маріонетковим правителем. Тірол, Андерс та низка інших повстанців заручаються підтримкою лейтенант Гейта. Вони розробляють план зв'язатися з крейсером «Галактика» на частоті, яку сайлони не можуть заглушити. Отримавши сигнал, адмірал Адама висилає на Нову Каприку групу на чолі з Шерон, яка вже стала офіцером. Шерон і Андерс потрапляють у засідку, Кара Трейс опиняється в полоні сайлона моделі № 2, Леобена.
Сайлони вдаються до розстрілів підозрюваних у підриві їхнього режиму. Тірол встигає врятувати засуджених до страти та відшукує Кару Трейс. Названа мати Гери гине, та дівчинку знаходить сайлон моделі № 3, яка чула пророцтво, що дитина насправді не померла. Поява дитини вважається серед сайлонів втіленням Промислу Божого, позаяк вони самі не можуть розмножуватися, а тільки конструювати копії. Так Гера стає ключем до еволюції роботів. Шерон викрадає ключі від колоніальних кораблів, даючи колоністам евакуюватися з планети. «Галактика» прилітає забрати решту та опиняється під обстрілом. «Пегас» прикриває «Галактику» і гине, Балтар тікає зі своїми сайлонами-покровителями.
На «Галактиці» формується трибунал, покликаний розшукувати і карати людей, що стали на Новій Каприці поплічниками сайлонів. Андерс відмовляється допомагати трибуналу, бачачи його несправедливість. Лаура Розлін, остаточно вилікувавшись від раку, знову президентом і розпускає трибунал. У той же час сайлони розшукують легендарну Землю, та Балтар приховує від них координати планети.
Завдяки захопленим Гейтом у Балтара відомостям, крейсер «Галактика» знаходить сайлонський корабель, який летів до Землі. Розлін і Адама захоплюють його та вирішують знищити всіх сайлонів, заразивши полонених комп'ютерним вірусом, після чого вбити їх і змусити відродитися в іншому місці, що поширить вірус далі. Однак Карл Агатон вважає це геноцидом, отож вбиває полонених сайлонів до того, як прибуде корабель відродження. Сайлон № 3 бачить сни та вважає, що таким чином єдиний Бог, у якого вірять роботи, хоче щось їй сказати. № 3 здійснює багаторазові самогубства, сподіваючись відшукати відповідь. Гай Балтар намагається їй допомогти, в ході чого береться з'ясувати чому з дванадцяти моделей людиноподібних сайлонів діють тільки сім.
Невдовзі флот стикається з нестачею їжі. Шерон виявляє в щільному зоряному скупченні планету, де є їстівні водорості, та на заваді стає сильна радіація. Попри втрати, люди висаджуються на планеті й добувають припаси. Вони виявляють храм, збудований легендарним Тринадцятим племенем, який містить наступну вказівку на Землю — Око Юпітера. Пророцтва живого комп'ютера сайлонів, Гібрида, приводять їх на ту ж планету і вони бажають добути артефакт. Між людьми і сайлонами починається битва, зірка планети вибухає, стаючи тим самими Оком Юпітера.
№ 3 відключають від життєзабезпечення, Гай Балтар вирушає врятувати її, та потрапляє в полон екіпажу «Галактики». Президент планує віддати Балтара під суд, однак Зарік застерігає, що це спричинить бунт. Шерон, дізнавшись, що її донька жива, просить чоловіка вбити її з метою відродитися на кораблі сайлонів. Вона викрадає Геру, до Шерон приєднується Каприка і вони прибувають на борт «Галактики».
Гая Балтара віддають під суд, але виправдовують завдяки його адвокату і заступництву Лі Адамс. Написана Гаєм під час ув'язнення книга робить його ще популярнішим. Президент же виявляє, що рак розвивається знову. Око Юпітера приводить флот до Іонічної туманності, де вже чекають сайлони. Старбак згадує, що малювала Око Юпітера в дитинстві, це підштовхує її до думки про обраність для великої місії. Вилетівши на одне з патрулювань, Кара надто наближується до Ока і гине на очах у Лі Адами.
Кілька людей на «Галактиці» чують непоясненну мелодію, що збирає їх разом. Вони думають, що є сайлонами, та все ж відмовляються виконувати плани роботів. Лі зустрічає під час одного з бойових вильотів живу Старбак, яка запевняє його, що злітала на Землю та відведе всіх туди. Сайлони з невідомої причини відступають.

### Четвертий сезон
У розповідь Кари Трейс не вірять, до того ж вона вважає, що була відсутня лише кілька годин, а не два місяці. Президент наполягає на продовженні попереднього шляху. Трейс думає, що вона сайлон зі штучними спогадами і саме тому повернулася з мертвих. Адмірал Адама, втім, довіряє їй та видає корабель «Деметрій» для таємного пошуку Землі. З нею вирушають також Агатон, Гейт і Андерс. Сайлони моделей № 1, 4 і 5 розуміють, що бойові «центуріони» впізнали на борту «Галактики» чотирьох прихованих сайлонів, тому відмовилися атакувати. Тірол випадково підслуховує розмову цих чотирьох та хоче здійснити самогубство, вбивши заразом свого сина. Проте переконлива мова сайлонки зупиняє її. № 1, 4 і 5 збираються обмежити волю «центуріонів», щоб ті атакували людей, попри присутність інших сайлонів серед них. № 6, 8 і 2 виступають проти цього. № 6 самовільно перепрограмовує «Сайлонів», даючи їм таку саму свободу волі, як і людиноподібним моделям. «Центуріони» повстають проти Ради, розстрілюючи прихильників війни із людьми, хоча ті скоро відроджуються в нових тілах.
Розлін, Шерон і № 6 Каприка бачать однаковий сон, де Гера тікає від якоїсь небезпеки, а Каприка рятує її. Старбак безуспішно розшукує Землю і зустрічає літак Леобена. Він просить Кару врятувати корабель № 6, 8 і 2, який постраждав у битві з № 1, 4 і 5. Також ті захопили Гібрида, здатного до пророцтв. Кара, Леобен, Шерон і Андерс після конфлікту з товаришами вирушають на корабель сайлонів. Гібрид повідомляє, що необхідно знайти модель № 3, яка бачила у видінні хто є загубленими прихованими моделями.
Гай Балтар проповідує віру в єдиного Бога, його прихильницею стає помічниця президента Торі Фостер. Лаура Розлін намагається заборонити поширення нової віри, але Лі Адама вимагає вирішити проблему голосуванням, яке визначає не обмежувати Балтара. Тірол стає послідовником нової релігії. Модель № 6 вважає, що смерть надає життю повноти, тому пропонує людям допомогу в знищенні центру керування кораблями відродження. Та перед цим вона хоче знайти № 3, котра знає особи п'ятьох прихованих моделей.
Таємничі сни продовжуються, Лаура, Балтар, Агатон і одна з № 8 ідуть за тлумаченням сновидінь до Гібрида, але той раптом переміщує корабель. Зарік за відсутності президента прагне захопити владу, та Адама не дає його планам здійснитися, ставлячи виконувачем обов'язків президента Лі Адаму. № 1 і 6 відроджують № 3, коли спільні війська людей і сайлонів атакують вузол відновлення. Після знищення вузла № 3 каже, що сайлона останньої моделі немає. Адмірал Адама лишається чекати повернення Лори, тоді як решта флоту відлітає під керівництвом Тая. Корабель сайлонів з президентом повертається, та відмовляється видати прихованих сайлонів моделі № 3. Старбак фіксує сигнал із Землі.
Флот прибуває до Тринадцятої колонії, але це не та планета, яку бачила Старбак, вона мертва і заражена радіацією. З'ясовується, що 2000 років тому Земля була колонією людиноподібних сайлонів, створених на Коболі, і всі вони загинули в ядерній війні. Четверо прихованих сайлонів згадують свою смерть на Землі. Кара Трейс та Леобен знаходять на планеті розбитий літак з кістяком самої Трейс.
Розчарована відкриттям непридатної для життя Землі, Лаура Розлін впадає у депресію та відмовляється виконувати президентські обов'язки. Вона відмовляється від ліків, рак прогресує. Адама придумує переоснастити «Галактику» досконалішими сайлонськими двигунами, але Зарік налаштовує людей проти співпраці з сайлонами. Адамі вдається заарештувати Заріка та повернути контроль над флотом. Гейт приєднується до Заріка та здіймає бунт, після чого Гейт захоплює «Галактику». Адама та багато інших починають підпільну боротьбу, в результаті Гейт гине і його бунт стихає.
Один з прихованих сайлонів зазнає рани і в ньому пробуджуються спогади про Землю. Еллен Тай воскресає на кораблі відродження, п'ятеро прихованих сайлонів виявляються вченими, які створили людиноподібних сайлонів на Коболі. Зі своїми прибічниками та творіннями вони переселилися на Землю, де створили собі для служби «центуріонів», які згодом повстали проти творців. 2000 років тому вчені, передбачаючи загибель Землі, створили технологію відродження. Воскресши на кораблі після ядерної війни, ці вчені вирушили до Дванадцяти колоній. Вони створили людиноподібних сайлонів, також здатних до відродження, щоб завадити повстанню роботів і тут. Сайлонам Дванадцяти колоній прибульці дали технологію відродження і ті створили нові людиноподібні моделі. Проте № 1 був невдоволений обмеженнями, накладеними на нього. Нові сайлони захопили вчених із Землі з їхніми людиноподібними роботами й поставили собі на службу, заблокувавши спогади. № 1 заявляє, що надто людиноподібний, а хоче бути машиною, можливості тіла якої безмежні. Він хоче вбити Еллен аби в її мозку знайти інформацію як стати «досконалим», а не таким, як вона з іншими вченими створили його. № 6 забирає Еллен на «Галактику». Решта четверо пропонують підключити пораненого до систем корабля як Гібрида.
Тірола відновлюють на посаді головного механіка, і він лагодить потрісканий крейсер самовідновним матеріалом сайлонів. № 2, 6 і 8 вирішують, що люди не мали права вирішувати якими їм бути і № 6, яка співпрацює з людьми, треба судити за зраду. № 6 викрадає Геру і доставляє її № 1, щоб відвести на колонію сайлонів. Кара зізнається, що Гера знає ту саму музику, яку співав їй батько і яка пробудила чотирьох прихованих сайлонів. У цьому, як і в воскресінні Старбак, вбачається задум Бога, що приведе людей до порятунку. Адама споряджає добровольців для рятувальної операції та закладання бомб на колонії. «Галактика» таранить колонію, при цьому зазнаючи сильних пошкоджень. № 6, бачачи, що № 1 хоче видалити мозок Гери, яка є напів-сайлон, та дослідити його, біжить рятувати її, як у снах. № 8 вбиває її, проте Каприка і Балтар забирають дівчинку. Колонія загрожує знищити «Галактику», Старбак вводить координати, цифри яких відповідають загадковій музиці. Крейсер, до того як бомби вибухнуть, здійснює надсвітловий стрибок за ними разом із флотом.
«Галактика» сильно пошкоджена і більше не може нікуди полетіти. Та поряд виявляється планета — наша Земля. На ній проживають примітивні люди, мандрівники вирішують лишитися там і змішатися з місцевим населенням. Флот, і «Галактику» в тому числі, спрямовують на Сонце та відмовляються від техніки. Вцілілі людиноподібні сайлони віддають свій єдиний збережений корабель «центуріонам», щоб вони могли вирушити на пошуки світу, де житимуть самостійно. Розлін помирає, Адама ховає її тіло в Африці, а Лі йде знайомитися з аборигенами.
Минає 120000 років і на Землі виникає сучасне людство. В новинах повідомляють про знахідку мітохондріальної Єви — Гери. Посеред мегаполісу Каприка і Балтар обговорюють те, що розвиток Землі дуже нагадує історію Кобола і його колоній: так само існує несправедливість і розвиваються технології, в тому числі робототехніка. Та все ж Каприка сподівається, що цього разу все відбудеться інакше. Вона підходить до питання з точки зору математики: якщо система багаторазово відтворює себе, врешті в ній з'являється непередбачуваний фактор. Цей фактор і є Промисел Божий.

## Персонажі
| Актор               | Роль                                                 |
| ------------------- | ---------------------------------------------------- |
| Едвард Джеймс Олмос | командир, адмірал Вільям Адама                       |
| Мері Макдоннелл     | президент Лаура Розлін                               |
| Кеті Сакгофф        | лейтенант, капітан Кара «Старбак» Трейс              |
| Джеймі Бамбер       | капітан, командир Лі «Аполлон» Адама                 |
| Джеймс Келліс       | доктор Гай Балтар                                    |
| Тріція Гелфер       | сайлон Модель №6, Каприка, Джина                     |
| Грейс Пак           | сайлон №8, Шерон "Бумер" Валері/Шерон "Афіна" Агатон |
| Майкл Хоган         | полковник Сол Тай                                    |
| Мішель Форбс        | контр-адмірал Гелена Кейн                            |
| Аарон Дуглас        | головний корабельний старшина Гелен Тірол            |
| Тамо Пенікетт       | лейтенант/капітан Карл «Хіло» Агатон                 |

## Історія та сьогодення
Тринадцять одногодинних епізодів першого сезону Sci Fi Channel запустила у виробництво 10 лютого 2004 року. В ефір Великої Британії та Ірландії вони виходили з 18 жовтня 2004 до 24 січня 2005 року. Трансляція йшла на телеканалі Sky One, який разом зі Sci Fi Channel та NBCUniversal фінансував зйомки. Показ у Сполучених Штатах розпочався 14 січня 2005 року та 15 січня у Канаді.
Після успіху тринадцятисерійного першого сезону, Sci Fi Channel 9 лютого 2005 року запустив у виробництво другий сезон, на 20 епізодів. Його прем'єрний показ відбувся у США,15 липня 2005 року, у Великій Британії, Ірландії та Канаді — у січні 2006.
Виробництво 20 епізодів третього сезону Sci Fi Channel розпочав 16 листопада 2005, в ефірі Сполучених Штатів він з'явився 6 жовтня 2006 року та 7 жовтня у Канаді. У форматі високої якості (англ. high-definition) третій сезон транслювався Sky One починаючи з 9 січня 2007 року для Великої Британії та Ірландії, та кабельною телевізійною мережею Universal HD для США з 27 січня 2007 року.
22 березня 2007 року Sci Fi Channel підтвердив, що четвертий сезон серіалу буде складатись з 22 епізодів, збільшившись із попередньо анонсованих 13. Кіновиробництво передбачало двогодинну, випущену тільки на відео (англ. direct-to-video) презентацію у четвертому кварталі 2007 року. Показ четвертого сезону розпочався на початку 2008 року.

## Релігійні та міфологічні алегорії
- Дванадцять планет-колоній відповідають латинським назвам дванадцяти астрологічних знаків зодіаку, наприклад, Каприка (від англ. Capricorn, Козоріг), Скорпія (від англ. Scorpio, Скорпіон), Акварія (від англ. Aquarius, Водолій);
- Прізвища Адама, Кейн, відсилають до Адама і Каїна з Біблії;

Чимало елементів взято з мормонства:
- Назва планети Кобол є анаграмою до зорі Колоб;
- Обрядовість жителів Дванадцяти колоній має мормонські елементи, зокрема в шлюбних обрядах (наприклад шлюб називається «печаттю») і організації духовенства (наприклад, «молодші дружини»);
- Дванадцять племен є паралеллю з Дванадцятьма племенами Ізраїля. Мормони вірять, що було Тринадцяте плем'я, котре вирушило в Америку та лишалося невідомим решті людей;
- Також у мормонстві вважається, що Бог розвивається і колись був подібним до людини. Лідери Дванадцяти племен у релігії колоністів «вознеслися» та стали богами[4].

## Сприйняття
Ретинг схвалення серіалу на Rotten Tomatoes складає 95 % від критиків і 94 % від пересічних глядачів.
Деякі шанувальники оригінального серіалу 1970-х років виступали проти переосмисленого «Зоряного крейсера „Галактика“», оскільки серіал 2004 року був похмуріший і заплутаніший. Дірк Бенедикт, який зіграв лейтенанта Старбака в оригінальному серіалі, різко розкритикував новий серіал за його темний тон і моральний релятивізм, а також рішення продюсерів зробити Старбака жінкою, що він назвав «кастрацією».
Вілл Вейд на Common Sense Media зазначив, що попри науково-фантастичну основу серіалу, персонажі дуже по-людськи реагують на скрутні обставини. Ця драма має мало спільного з серіалом 1970-х років. Римейк більш правдоподібний, демонструючи зусилля людей в умовах нестачі всього найнеобхіднішого під час ризикованої подорожі. Він спонукає задуматися про те, що є найнеобхіднішим і ключовим для того, щоб почати все спочатку.
Як писав Грем Вьюр у газеті «The Guardian», попри різноманітний набір персонажів, усі вони здаються живими і до них виникає емоційна прив'язаність. У перших титрах про терплячих сайлонів кажуть, що вони «мають план», але серіал часто відбувається швидкоплинно, майже імпровізовано. Можливо, він зайшов надто далеко. Та низькі очікування глядачів допомогли «Зоряному крейсеру „Галактика“» стати хітом. Мур і його команда сценаристів зуміли перетворити наслідування «Зоряних війн» 70-х у щось суворе, захопливе та політично резонансне, що саме стало класикою.

## Нагороди
- 2005 Премія Г'юго за Найкращу драматичну постановку, коротка форма. «33» (перший епізод)
- 2005 Американський Інститут Кіномистецтва 10 найкращих телевізійних шоу року
- 2005 Журнал Тайм, Найкраще 2005 року: Телебачення (Позиція: #1)[9]
- 2005 ТБ Гід та ТБ Ленд, 100 найнепередбачуваніших телевізійних моментів за епізод «Останній спалах Кобола, частина 2» (Позиція: #98)
- 2005 Премія Пібоді
- 2006 Американський Інститут Кіномистецтва, 10 найкращих телевізійних шоу року
- 2006 Журнал Тайм, Найкраще 2006 року: Телебачення (Позиція: #7)
- 2006 Премія Скрім, Найкраще телевізійне шоу
- 2006 Премія Сатурн, Найкращий серіал, зроблений для кабельного телебачення
- 2006 Премія Сатурн, Найкращий телевізійний актор другого плану, Джеймс Колліс (доктор Гай Балтар)
- 2006 Премія Сатурн, Найкраща телевізійна акторка другого плану, Кейт Секхофф (капітан Кара «Старбак» Трейс)
- 2007 RedEye, Найкращий телевізійний характер — 2007 — Кара «Старбак» Трейс[10]
- 2007 Премія Сатурн, Найкращий серіал, зроблений для кабельного телебачення

## Супутня продукція

### Побічні серіали
- «Каприка» (англ. Caprica, 2011)
- «Зоряний крейсер „Галактика“: Кров і хром» (англ. Battlestar Galactica: Blood & Chrome, 2012)

### Фільми
- «Зоряний крейсер „Галактика“: Лезо» (англ. Battlestar Galactica: Razor, 2007)
- «Зоряний крейсер „Галактика“: План» (англ. Battlestar Galactica: The Plan, 2009)

### Відеоігри
- Battlestar Galactica (2006; мобільні телефони)
- Battlestar Galactica (2007; Xbox Live Arcade, Microsoft Windows)
- Battlestar Galactica Online (2011; Windows, Mac OS X)
- Battlestar Galactica Deadlock (2017; Windows)
- Battlestar Galactica: Scattered Hopes (2026; Windows)